# عمانوئيل قره صو
عمانوئيل قره صو (Emmanuel Carasso أو Emanuel Karasu )‏ (1862، سالونيكي - 1934، ترييستي) هو يهودي من السفارديم الأتراك، نشأ وسط عائلة ذات نفوذ في سالونيك العثمانية، كان من أوائل المشتركين في حركة تركيا الفتاة وكان مسئولاً أمام جميعة الاتحاد والترقي عن إثارة الشغب وتحريضه ضد السلطان عبد الحميد الثاني وتأمين التخابر بين سلانيك واستانبول فيما يتعلق بالاتصالات الحركة. وقراصو هذا محام، عملت جميعة الاتحاد والترقي بنجاح على تعينيه في المجلس النيابي العثماني نائباً عن سلانيك مرة وعن استانبول مرتين. وصفته المصادر الإنكليزية بأنه من قادة الاتحاد والترقي. عمل أثناء الحرب مفتشاً للإعاشة، واستطاع أثناء وجوده في هذا المنصب أن يجمع أموالاً كثيرة لحسابه الخاص، ولعب دوراً هاماً في احتلال إيطاليا لليبيا نظير مبلغ من المال دفعته إليه إيطاليا. واضطر نتيجة لخيانته للدولة أن يهرب إلى إيطاليا ويحصل على حق المواطنة الإيطالية واستقر في تريسنا حيث مات عام 1934م. وكان أثناء وجوده في الدولة العثمانية الأستاذ الأعظم لمحفل مقدونيا ريزولتا الماسوني.